# Pleiserhohn

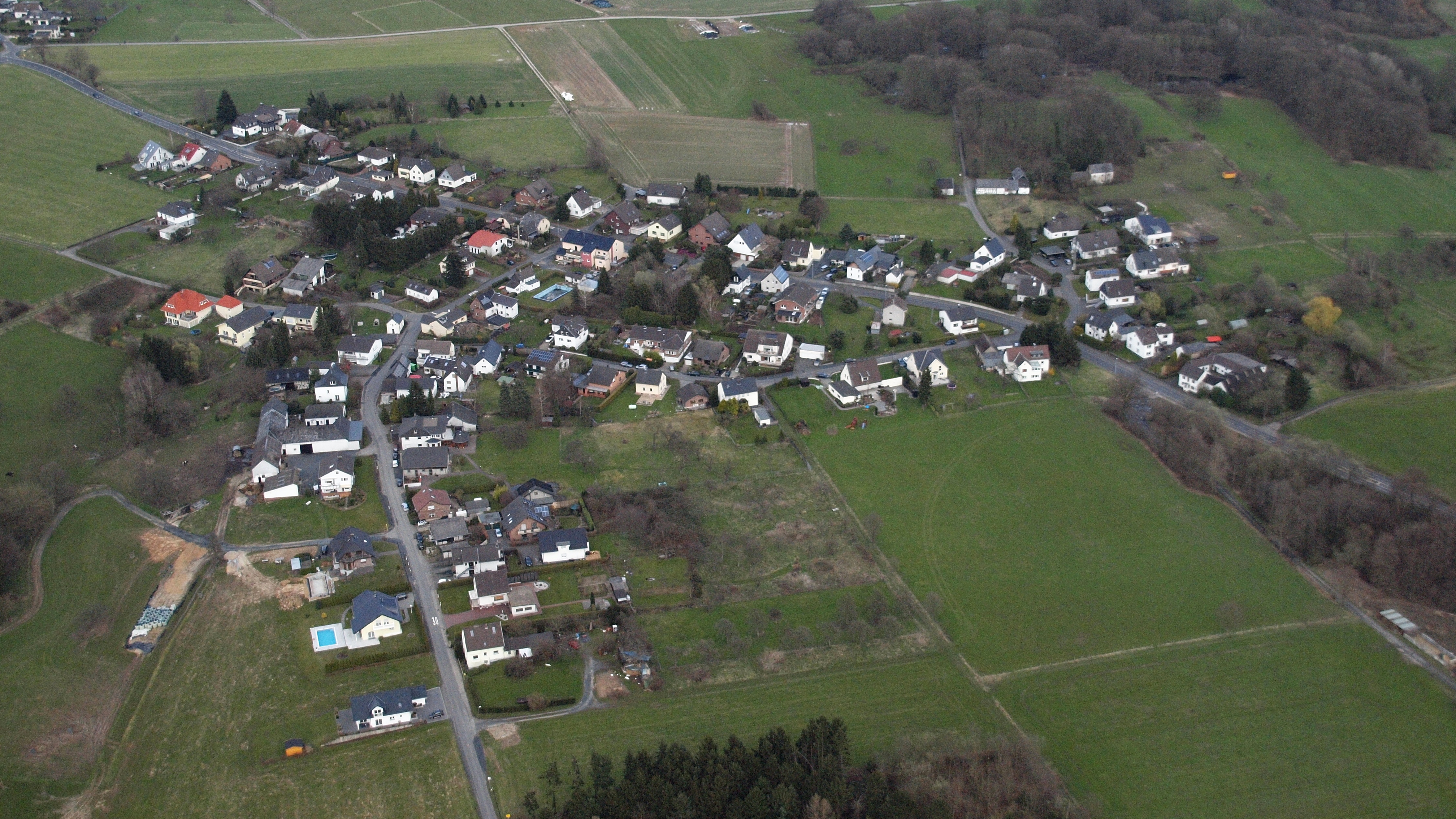
Pleiserhohn, Luftaufnahme (2015)

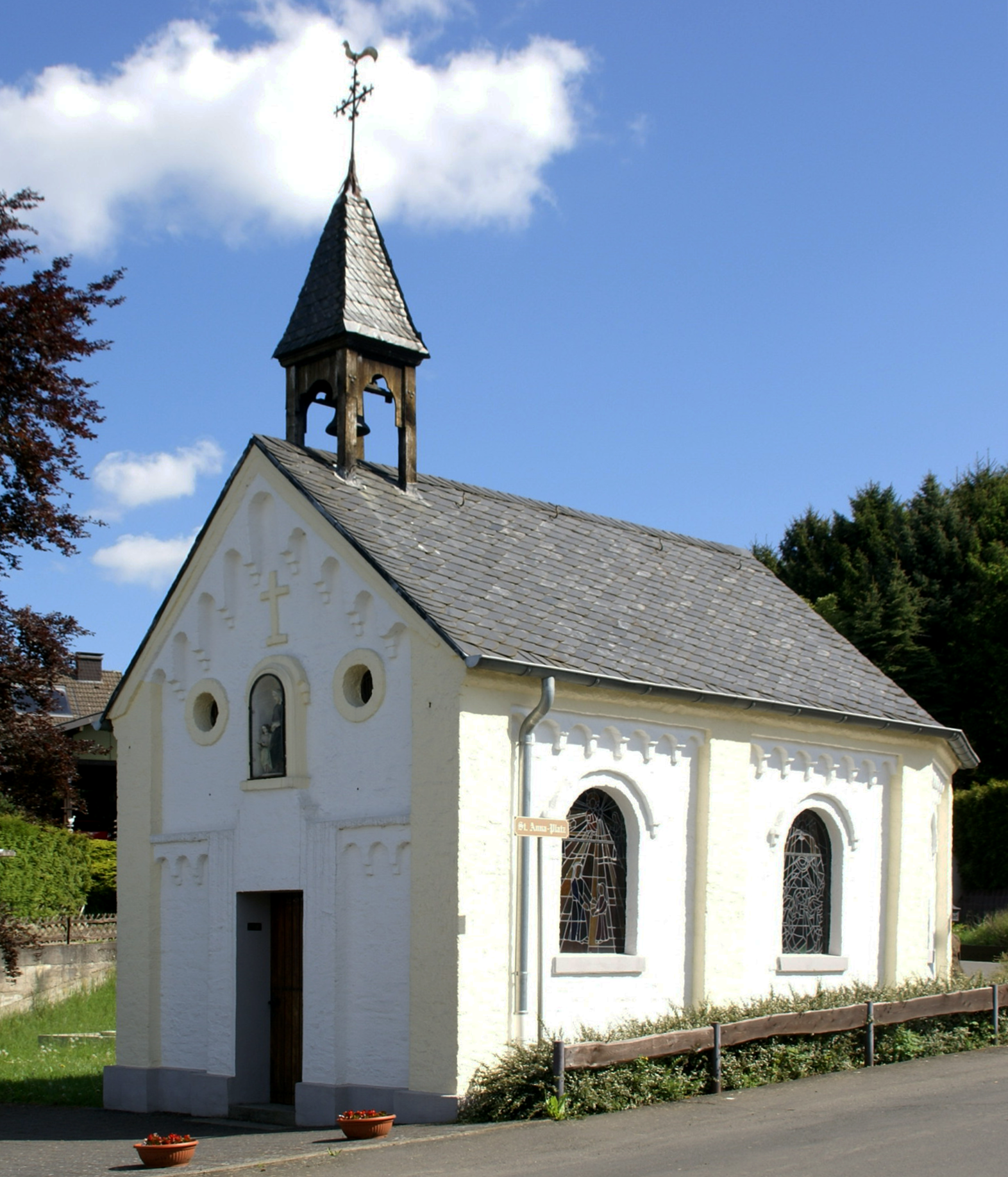
St.-Anna-Kapelle in Pleiserhohn (2014)

Pleiserhohn ist ein Ortsteil der Stadt Königswinter im nordrhein-westfälischen Rhein-Sieg-Kreis. Er gehört zum Stadtteil Oberpleis und zur Gemarkung Wahlfeld, am 30. September 2022 zählte er 257 Einwohner.

## Geographie
Pleiserhohn liegt zwei Kilometer nordöstlich des Ortszentrums von Oberpleis im Pleiser Hügelland auf einem von Osten nach Westen zum Pleisbach abfallenden Gelände. Die Ortschaft umfasst Höhenlagen zwischen 180 und 205 m ü. NHN. Zu den nächstgelegenen Ortschaften gehören Westerhausen im Norden, Broichhausen im Osten (beide Stadt Hennef (Sieg)), Rübhausen im Südosten und Thelenbitze im Südwesten. Pleiserhohn wird von der Landesstraße 331 (Königswinter–Oberpleis–Hennef) durchquert.

## Geschichte
Urkundlich in Erscheinung trat Pleiserhohn 1645 unter dem Namen Haen, als hier ein verpachteter Landbesitz der Propstei Oberpleis (Flur „Auf dem Steimel“) genannt wird. Die Ortsbewohner hatten Anteil an der Höhner Mark (einer Markgenossenschaft mit jährlichem Waldgedinge), die sich auf das Waldgebiet zwischen Pleiserhohn, Thelenbitze und Wahlfeld erstreckte. Aus der Gemeinschaft der sogenannten Märker, an die der Wald verpachtet war, entwickelte sich nach Auflösung der Höhner Mark durch die Säkularisation Anfang des 19. Jahrhunderts die „Nachbarschaft Pleiserhohn-Thelenbitze“.
Pleiserhohn gehörte zur Honschaft Wahlfeld, einer von zuletzt fünf Honschaften, aus denen sich das Kirchspiel Oberpleis im bergischen Amt Blankenberg zusammensetzte. Nach Auflösung des Herzogtums Berg im Jahre 1806 war Pleiserhohn Teil der Kataster- bzw. Steuergemeinde Wahlfeld im Verwaltungsbezirk der Bürgermeisterei Oberpleis und wurde 1845/46 mit Wahlfeld in die neu gebildete Gemeinde Oberpleis eingegliedert. Im Rahmen von Volkszählungen war die Ortschaft mindestens bis 1843 als Dorf unter dem Namen Oberpleiserhohn verzeichnet. 1898 erbauten die Bewohner von Pleiserhohn in finanzieller Eigenleistung eine als hydraulischer Widder bezeichnete Wasserhebemaschinenanlage und gründeten zu diesem Zweck den „Wasserleitungsverein Pleiserhohn“. 1929 wurde eine zweite Wasserhebeanlage etwa 50 m unterhalb der ersten errichtet, die bis zur Übernahme der Wasserversorgung durch den Wasserbeschaffungsverband Thomasberg 1971 in Betrieb war.
1885 entstand auf Eigentum der Nachbarschaft Pleiserhohn-Thelenbitze die St. Anna-Kapelle, die als Gebets- und Andachtsstätte vermutlich ein zuvor bestehendes „Nachbarschaftskreuz“ ablöste. 1925/26 erfolgte eine Renovierung der Kapelle. Anfang der 1950er-Jahre wurde das Dorfgemeinschaftseigentum aufgelöst, dabei ging die Kapelle mit dem umliegenden Grundstück in den Besitz der Gemeinde Oberpleis über. Zu dieser Zeit und erneut 1976/77 kam es zu weiteren Renovierungen der Kapelle, bei denen unter anderem ein neuer Altar aus Naturstein eingebaut wurde.
Einwohnerentwicklung
| Jahr | Einwohner |
| ---- | --------- |
| 1816 | 149       |
| 1828 | 166       |
| 1843 | 185       |
| 1885 | 128       |
| 1905 | 130       |

## Sehenswürdigkeiten

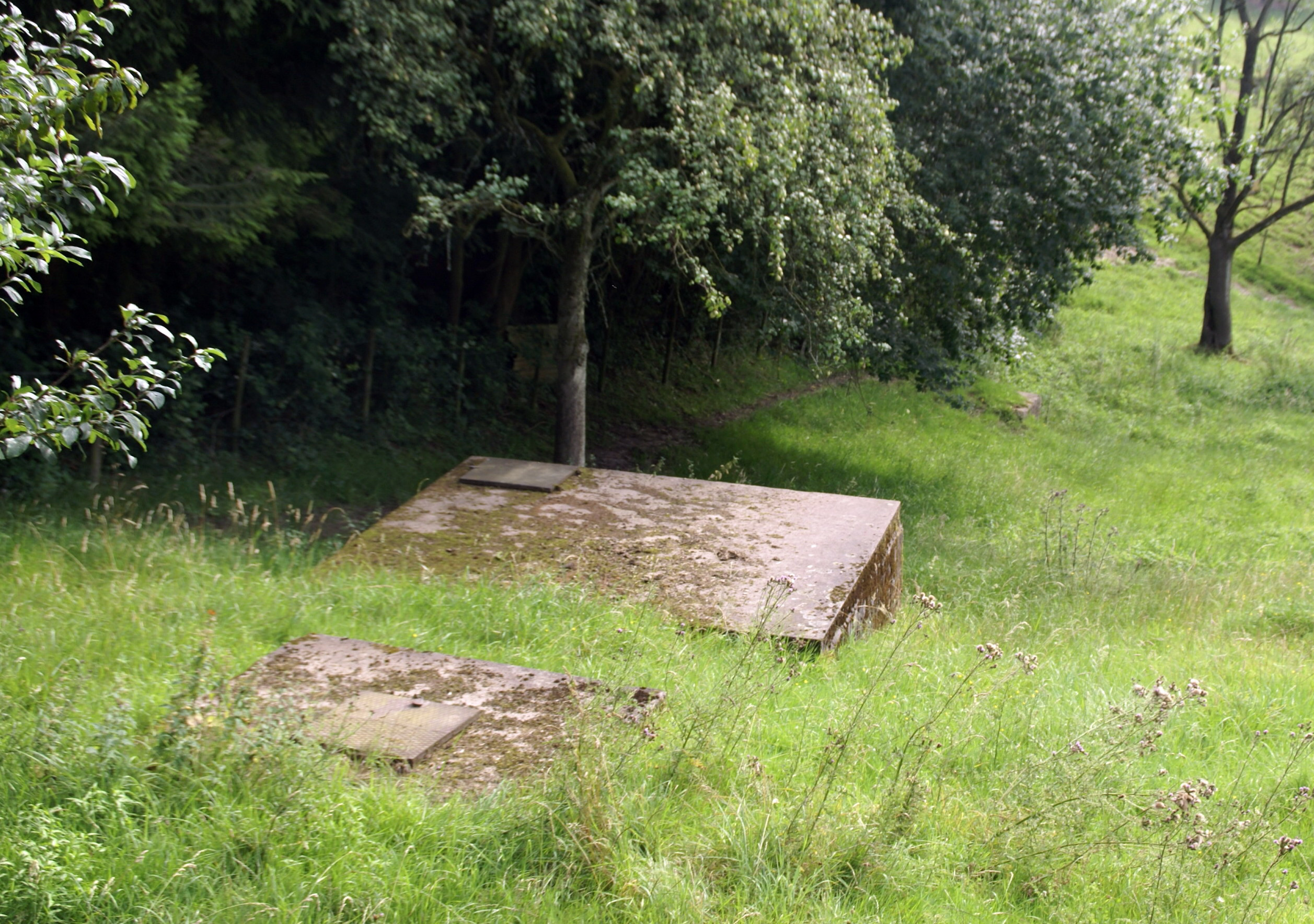
Betonkonstruktionen der Wasserhebeanlage (2014)

Die Kapelle St. Anna ist ein verputztes Backsteingebäude aus dem Jahre 1885 mit neoromanischen Schmuckformen und einer dreiseitigen Apsis. Das Dach ist verschiefert und besitzt einen offenen Dachreiter. Als Baudenkmal unter Denkmalschutz stehen außer der Kapelle auch ein Grabkreuz (Zur Sandkaule) aus Trachyt von 1729 mit Inschrift sowie die Wasserhebeanlage von 1898 in der Flur Der Pützbungert.
Pleiserhohn ist auch der Sitz des renommierten Politikforschungsinstituts Transatlantic Networks des Politikwissenschaftlers Andrew Denison.